# Scottish Open 1953
Die Scottish Open 1953 waren die 34. Austragung dieser internationalen Meisterschaften von Schottland im Badminton. Sie fanden Anfang des Jahres 1953 in Dumfries statt.

## Finalresultate
| Disziplin    | Sieger                      | Finalist                      | Ergebnis         |
| ------------ | --------------------------- | ----------------------------- | ---------------- |
| Herreneinzel | Eddy Choong                 | Frank Peard                   | 15–12, 15–10     |
| Dameneinzel  | Nancy Horner                | Audrey Stone                  | 9–11, 11–2, 11–2 |
| Herrendoppel | David Choong Eddy Choong    | Frank Peard Jim FitzGibbon    | 15–12, 15–12     |
| Damendoppel  | Queenie Webber Nancy Horner | Joy Saunders Barbara Rosson   | 15–6, 15–13      |
| Mixed        | David Choong Nancy Horner   | Eddy Choong Dorothy Donaldson | 15–3, 15–7       |